# Raimondas Bakšys
Raimondas Bakšys (* 18. April 1966) ist ein litauischer Jurist und ehemaliger Politiker,  Vizeminister (2017–2018).

## Leben
Nach dem Abitur an der Mittelschule absolvierte Bakšys das Diplomstudium der Rechtswissenschaft an der Vilniaus universitetas in Vilnius. 2000 arbeitete er als Oberjurist im Unternehmen AB "Panevėžio statybos trestas" und daneben auch bei Straßenbau-Firma AB "Panevėžio keliai", BĮ UAB "Panoden" sowie R. Bakšio firma. Damals lebte er in Velžys, Rajongemeinde Panevėžys. Von 2013 bis 2016 war er Berater des Premierministers Algirdas Butkevičius. Von 2009 bis 2013 arbeitete Bakšys als Rechtsanwalt in den Anwaltskanzleien wie "Lex Corpus" (2011–2013), ZETA LAW (2010–2011), LEX Vilnius (2010) und LEADELL Balčiūnas ir Grajauskas (2009–2010). Von 2002 bis 2009 leitete er die Nacionalinė teismų administracija (NTA). 2017 war er Ministerberater am Justizministerium Litauens und ab August 2017 war er Stellvertreter der Justizministerin Milda Vainiutė im Kabinett Skvernelis (statt des zurückgetretenen Donatas Matuiza). März 2018 trat Bakšys zurück.
Bakšys war Mitglied von Naujoji sąjunga.

## Familie
Bakšys ist verheiratet und hat zwei Söhne.